# 597. grenadirski polk (Wehrmacht)
597. grenadirski polk (izvirno nemško 597. Grenadier-Regiment; kratica 597. GR) je bil pehotni polk Heera v času druge svetovne vojne.

## Zgodovina
Polk je bil ustanovljen 15. oktobra 1942 s preimenovanjem 597. pehotnega polka; dodeljen je bil 327. pehotni diviziji.
1. novembra istega leta so polk razpustili.